# 111 (アルバム)
『111』（トリプルワン）は、MAG!C☆PRINCEのファースト・アルバム。2017年1月11日にユニバーサルミュージックのレーベル・ZEN MUSICからリリースされた。

## 背景、リリース
東海地方を拠点に活動するグループとして2015年に結成されたMAG!C☆PRINCEは、同年12月23日にシングル「絶対☆アイシテル!」でCDデビュー。リリースしたシングル3作は、すべてオリコンチャート10位以内にランクインした。2016年10月にファースト・アルバムのリリースが決定したことを発表。発売日や収録楽曲、リリース形態などの情報を公開した。この時点では、タイトルについては「後日発表」としていた。
11月24日、アルバムのタイトルが『111』に決まったことを発表し、そのアートワークも公開された。「1」が3つ並ぶこの「111」（トリプル・ワン）というタイトルは、グループ名の通り（MAG!C☆PRINCE#グループ名を参照）に「東海3県でナンバーワンのグループでありたい」、そこから「東海地区を背負う」という決意が込められている。この日にMAG!C☆PRINCEは公式のLINEアカウントを開設。リーダー・平野泰新の自宅からLINE LIVEを配信し、ジャケット写真を初公開するなどアルバムに関する情報を発信した。アートワークは、グループ名の「PRINCE」に合わせた王子風の純白の衣装で、そこに各メンバーのテーマカラーが配色された作りである。
2017年1月11日、CDをリリース。CDは初回限定盤・通常盤・メンバー5名それぞれの「個別絵柄盤」5タイプの、計7つのタイプでリリースされた。CD収録内容はすべて同じである。初回限定盤は、2016年6月25日にZepp Nagoyaで行われたライブの映像『「本気☆LIVE vol.2」Live Selection』を収録したDVDが付属する。
1月23日付のオリコン週間アルバムランキングで8位を記録した。

## 構成、楽曲
全10曲を収録。デビュー・シングル「絶対☆アイシテル！」とそのカップリング「ありがとうキミへ」、セカンド・シングル「Spin the Sky」とそのカップリング「愛しくて 切なくて 抱きしめたくて」、サード・シングル「Over The Rainbow」とそのカップリング「一通LOVE」と、これまでにリリースしたシングル3作の表題曲とカップリングの楽曲すべてが収録されている。
「Compass」は、2016年9月からグループが出演する「イモトのWiFi」のCMソングとして書き下ろされた楽曲で、メンバーの大城光は「夢に向かって海外へ旅立つ人の背中を押してくれる曲です」とコメントしている。「Glory World」は、同年10月から11月の間に中京テレビで放送されたグループの冠バラエティ番組『幕末☆PRINCE』のエンディングテーマとして使用されていた楽曲である。

## 収録トラック

### CD
1. 「Over The Rainbow」（作詞: 喜介、作曲・編曲: 渡辺拓也） – 4:44
2. 「Spin the Sky」（作詞・作曲・編曲: ワイルドアニマルズ） – 3:50
3. 「Clap Your Hands」（作詞・作曲・編曲: ワイルドアニマルズ） – 3:44
4. 「一通LOVE」（作詞・作曲・編曲: ワイルドアニマルズ） – 4:44
5. 「愛しくて 切なくて 抱きしめたくて」（作詞: ワイルドアニマルズ、作曲: 宮崎まゆ、編曲: ワイルドアニマルズ） – 5:09
6. 「ありがとうキミへ」（作詞・作曲・編曲: ワイルドアニマルズ） – 4:51
7. 「Compass」（作詞・作曲: ヒロイズム・Sayuka・安楽謙一・Max Kuyt） – 4:03
8. 「Glory World」（作詞・作曲・編曲: ワイルドアニマルズ） – 3:29
9. 「キミ レボ」[注 1]（作詞・作曲・編曲: ワイルドアニマルズ） – 3:42
10. 「絶対☆アイシテル！」（作詞・作曲・編曲: ワイルドアニマルズ） – 4:07

### DVD
「本気☆LIVE vol.2」Live Selection
（Overture / Spin The Sky / 絶対☆アイシテル! / 一通LOVE / Over The Rainbow / Back Stage Movie）